# Worcester
Worcester (čti [wʊstə]) je město v anglickém hrabství Worcestershire. Je hlavním městem tohoto hrabství, má asi 93 400 obyvatel a nachází se asi 48 km jihozápadně od Birminghamu a asi 47 km severně od Gloucesteru. Městem protéká řeka Severn.

## Historie

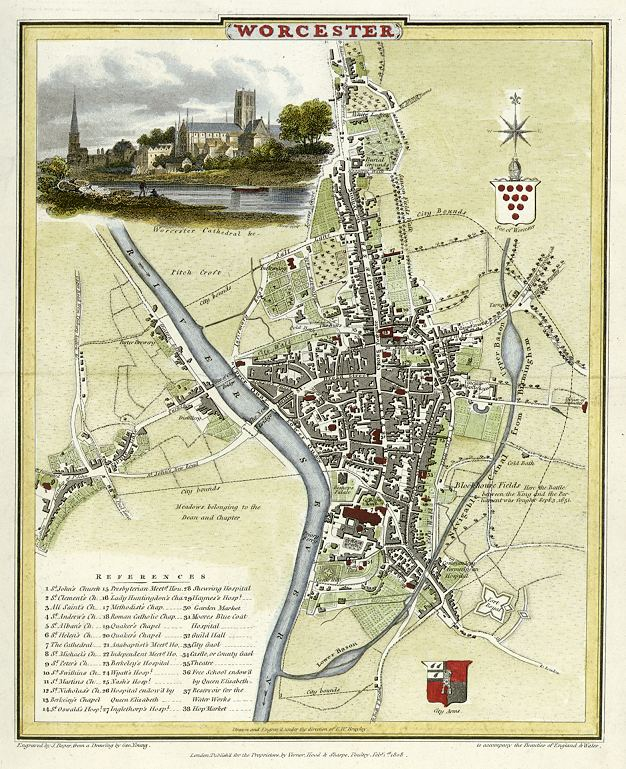
Mapa města, rok 1806

Oblast Worcesteru byla osídlena již v době neolitu. Okolo roku 400 př. n. l. byla na východním břehu řeky postavena osada s obranným náspem. Pozice umožňující bránit brod přes řeku byla zvolena Římany pro vybudování opevnění na cestě mezi Gloucesterem a Wroxeterem. Poté, co se hranice říše posunuly na západ, vzniklo zde průmyslové město s vlastní pekárnou a kovárnou.
Worcester v době vlády Římanů byl živým obchodním a průmyslovým centrem po asi 300 let ale v době, kdy se roku 407 Římané stáhli z Británie, jeho význam poklesl. Další zmínka o něm pochází ze 7. století kdy je zmiňován v anglosaských dokumentech. Fakt, že byl Worcester v té době vybrán, místo daleko většího Gloucesteru i královského centra ve Winchcombe, jako centrum nové diecéze naznačuje, že zde existovala dobře situovaná a vlivná křesťanská komunita.
V roce 1041 bylo město téměř zničeno po vzpouře proti trestným daním krále Hardiknuta. V letech války krále Štěpána proti císařovně Matyldě, dceři krále Jindřicha I., v letech 1139, 1150 a 1151 bylo město opakovaně napadeno. Ve středověku, poté co se začala rozvíjet výroba plátna, vzrostl počet obyvatel Worcesteru asi na 10 000. Městská správa získala v té době autonomii.
V 18. století obchodní význam Worcesteru ztrácel, ve srovnání s ostatními moderními městy West Midlands, na významu. Otevření kanálu mezi Worcesterem a Birminghamem v roce 1815 zlepšilo možnost transportu výrobku z města do větších průmyslových center. Roku 1860 byla ve Worcesteru založena společnost British Medical Association.
V 50. a 60. letech 20. století byly velké oblasti středověkého centra Worcesteru zbořeny a nahrazeny moderní výstavbou. I když existují oblasti ve Worcesteru, které si zachovaly původní starobylý ráz, je to jen malý zbytek toho co existovalo původně. Současné hranice města byly ustanoveny při správní reformě roku 1974.

## Ekonomika a průmysl
V 19. století a na počátku 20. století byl Worcester hlavním centrem produkce rukavic. Na konci Viktoriánské doby zde vyrůstaly slévárny, strojírenské továrny vyrábějící strojní součásti a odlitky a strojírenské továrny produkující stroje pro těžební průmysl. Ve městě se také nachází královská porcelánka a továrna na výrobu nejznámějšího produktu ve Worcesteru – Lea & Perrins Worcestershire sauce.
Tradice slévárenství je v současnosti reprezentována společností Morganite Crucible. Worcester je i místem vydávání jednoho z nejdéle vycházejícího deníku na světě – Berrow's Worcester Journal. Podobně jako v jiných městech má i Worcester ulici, kde jsou soustředěny obchody s luxusním zbožím světových značek. Na High Street mají svá zastoupení mimo jiné společnosti Marks & Spencer, Debenhams, Boots Group, WH Smith, Superdrug, River Island, Woolworths a Next.

## Doprava

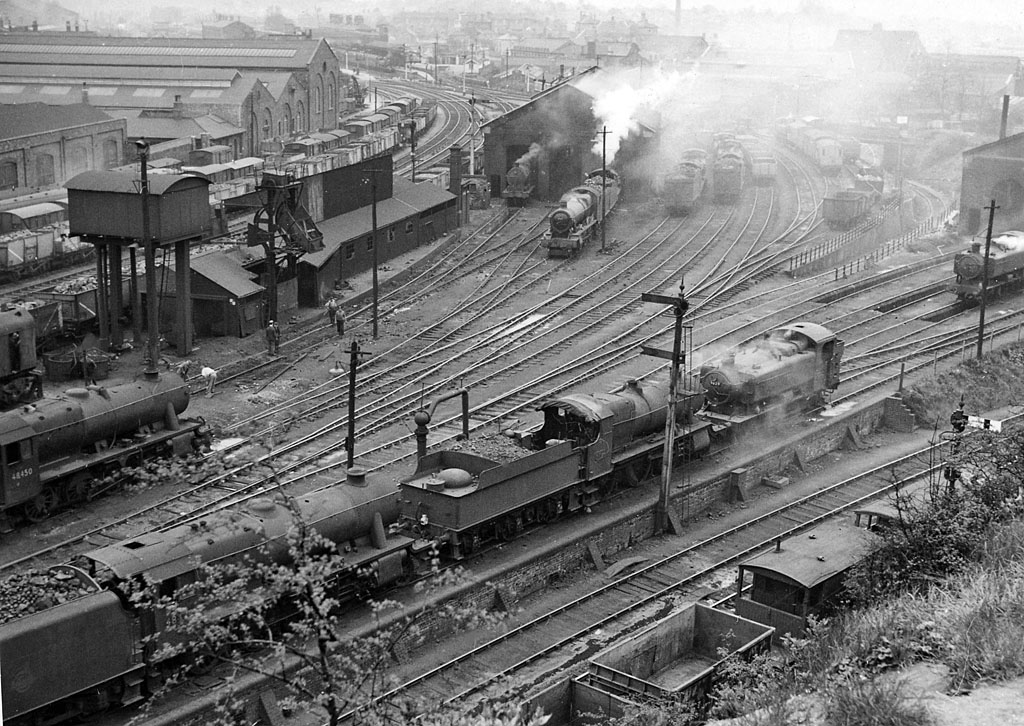
Lokomotivní depo Worcester, 14. dubna 1959

Worcester se nachází téměř na trase dálnice M5 a je tak lehce dosažitelný z jiných částí země. Cesta do Londýna, který je odsud asi 200 km, trvá si 1,5 hodiny.
Ve městě existují dvě důležité železniční stanice – Worcester Foregate Street a Worcester Shrub Hill. Z obou vyjíždějí časté spoje do Birminghamu a okolních měst. Vzhledem k tomu, že je město asi 3 km od hlavní národní železniční sítě, nezastavují zde vlaky vnitrostátních spojů Cross-Country a Worcestershire je tak jediným hrabstvím, kde vlaky těchto linek běžně nezastavují.
Městskou hromadnou dopravu ve městě zajišťuje hlavně dopravce First Group. Hlavním autobusovým nádražím je CrownGate Bus Station.

## Kultura
Jednou za tři roky je Worcester místem pořádání přehlídky Three Choirs Festival, jež vznikla v 18. století a je považována za jeden z nejstarších hudebních festivalů v Evropě (dalšími městy jsou Gloucester a Hereford). Další kulturní událostí je nedávno založený (2003) Worcester Festival. Je pořádán na konci srpna a zahrnuje koncerty, divadelní představení a umělecké dílny.
Divadelní scéna je ve Worcesteru zastoupena například Královským divadlem na Angel Street a Swan Theatre. Countess of Huntingdon's Hall je historický kostel, který je v současnosti využíván pro muzikálová představení.

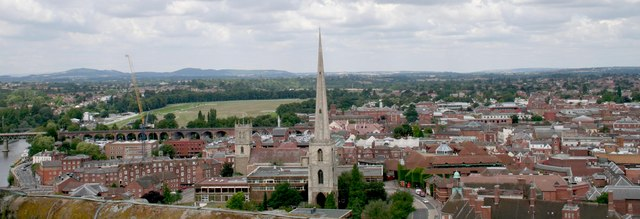
Pohled na Worcester z katedrály

## Vzdělání

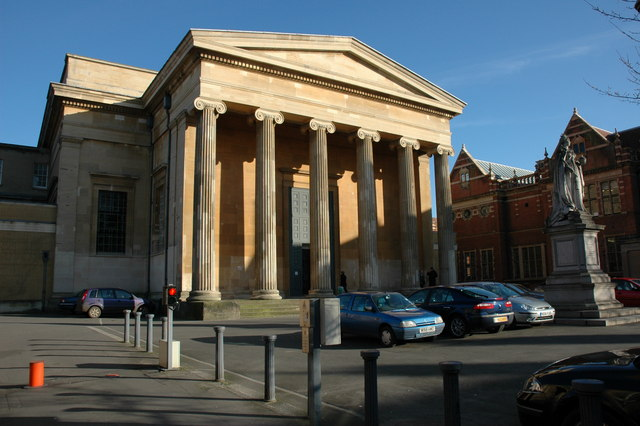
Sídlo rady hrabství Worcestershire

Město je sídlem Worcesterské univerzity, která obdržela status univerzity roku 2005. V předchozích letech byla známá jako University College Worcester a předtím jako Worcester College of Higher Education.
Středoškolské vzdělání poskytují státní Worcester Sixth Form College a Worcester College of Technology a soukromé Royal Grammar School Worcester, založená roku 1291 a King's School, působící od roku 1541.

## Turistické atrakce
Nejznámější památkou ve městě je Worcesterská katedrála. Stavba současné katedrály byla zahájena roku 1084 ale její krypta pochází z 10. století. Kapitula je jedinou v zemi, která má kruhový tvar. V katedrále je pohřben například Jan Bezzemek.
Ve Worcesteru se nachází tři hlavní parky – Cripplegate Park, Gheluvelt Park a Fort Royal Park, na jehož území se odehrála jedna z bitev občanské války.

## Osobnosti města
- Edward Elgar (1857–1934), hudební skladatel
- Fay Weldonová (1931–2023), spisovatelka, esejistka a dramatička
- Dave Mason (* 1946), hudebník, skladatel a kytarista, člen skupiny Traffic

## Partnerská města
- Kleve, Severní Porýní-Vestfálsko, Německo
- Le Vésinet, Francie
- Worcester, Massachusetts, USA